# Горечавочка
Гореча́вочка (лат. Gentianélla) — род травянистых цветковых растений семейства Горечавковые (Gentianaceae).

## Название
Научное название рода (как и переводное от него русское название) образовано от названия другого рода растений того же семейства — горечавки (Gentiana). Оно было впервые действительно опубликовано в изданной 4 мая 1794 года работе немецкого ботаника Конрада Мёнха Methodus plantas horti botanici et agri Marburgensis.

## Ботаническое описание
Представители рода — однолетние и двулетние травянистые растения (в отличие от многолетних горечавок) с приподнимающимися или прямостоячими стеблями. Листья расположены на стебле супротивно или спиралевидно.
Цветки одиночные, или собранные в щитковидные соцветия на концах цветоносов, четырёх- или пятираздельные. Чашечка разделена на чашелистики полностью. Венчик трубчатый или воронковидный, на границе зева и отгиба у многих видов с узкими оттопыренными нитевидными отростками. По краям лепестков подобная «бахрома» отсутствует. Окраска венчика обычно белая или сиреневая, реже — розовая. Пестик с двумя рыльцами. Тычинки в количестве 4—5, с подвижными пыльниками.
Плод — двухраздельная коробочка с многочисленными мелкими шаровидными или уплощёнными семенами с гладкой или бородавчатой поверхностью.

## Ареал
Горечавочки широко распространены в районах с умеренным климатом обоих полушарий.

## Таксономия

### Синонимы
- Aliopsis Omer & Qaiser, 1991
- Aloitis Raf., 1837
- Arctogentia Á.Löve, 1982
- Amarella Gilib., 1782, nom. rej.
- Chionogentias L.G.Adams, 1995
- Eurythalia Borkh., 1796
- Opsantha Delarbre, 1800
- Parajaeschkea Burkill, 1913
- Pitygentias Gilg, 1916
- Selatium G.Don ex D.Don, 1837
- Ulostoma G.Don ex D.Don, 1837

### Виды
Род включает около 300 видов, границы между которыми определены очень нечётко. Некоторые из них:
- Gentianella amarella (L.) Harry Sm., 1945 — Горечавочка горьковатая
- Gentianella anglica (Pugsley) E.F.Warb., 1952 — Горечавочка английская
- Gentianella aspera (Hegetschw.) Dostál, 1966 — Горечавочка грубая
- Gentianella atrata (Bunge ex Griseb.) Holub, 1976 — Горечавочка черноватая
- Gentianella aurea (L.) Harry Sm., 1945 — Горечавочка золотистая
- Gentianella auriculata (Pall.) J.M.Gillett, 1957 — Горечавочка ушастая
- Gentianella austriaca (A.Kern. & Jos.Kern.) Holub, 1965 — Горечавочка австрийская
- Gentianella azurea (Bunge) Holub, 1967 — Горечавочка лазоревая
- Gentianella biebersteinii (Bunge) Holub, 1967 — Горечавочка Биберштейна
- Gentianella bulgarica (Velen.) Holub, 1967 — Горечавочка болгарская
- Gentianella campestris (L.) Börner, 1912 — Горечавочка полевая
- Gentianella caucasea (Lodd. ex Sims) Holub, 1967 — Горечавочка кавказская
- Gentianella crispata (Vis.) Holub, 1967 — Горечавочка курчавая
- Gentianella formosissima (D.Don ex G.Don) Fabris, 1958 — Горечавочка красивейшая
- Gentianella germanica (Willd.) Börner, 1912 — Горечавочка германская
- Gentianella junussovii (Pachom. & Tajdshan.) Czerep., 1995
- Gentianella lipskyi (Kusn.) Holub, 1967
- Gentianella lutescens (Velen.) Holub, 1967 — Горечавочка желтеющая
- Gentianella moorcroftiana (Wall. ex Griseb.) Airy Shaw, 1943 — Горечавочка Муркрофта
- Gentianella nana (Wulfen) N.M.Pritch., 1972 — Горечавочка приземистая
- Gentianella poretzkyi Tzvelev, 1993
- Gentianella propinqua (Richardson) J.M.Gillett, 1957 — Горечавочка похожая
- Gentianella pygmaea (Regel & Schmalh.) Harry Sm., 1945 — Горечавочка карликовая
- Gentianella quinquefolia (L.) Small, 1903 — Горечавочка пятилисточковая
- Gentianella saposhnikovii (Pachom.) Czerep., 1995
- Gentianella sibirica (Kusn.) Holub, 1973 — Горечавочка сибирская
- Gentianella ramosa (Hegetschw.) Holub, 1967 — Горечавочка кистистая
- Gentianella sugawarae (Hara) Satake, 1959 — Горечавочка Сугавары
- Gentianella transalaica (Pachom. & Tajdshan.) Czerep., 1995
- Gentianella turkestanorum (Gand.) Holub, 1967 — Горечавка туркестанская
- Gentianella weberbaueri (Gilg) Fabris, 1958 — Горечавка Вебербауэра